# Andrew John Wiles
Sir Andrew John Wiles [êndru džón vájls], KBE, FRS, angleški matematik, * 11. april 1953, Cambridge, Anglija.

## Življenje in delo
Wiles je diplomiral leta 1974 na Kolidžu Merton v Oxfordu in doktoriral leta 1980 na Kolidžu Clare v Cambridgeu. Od leta 1977 do 1980 je bil mladi raziskovalec na Univerzi v Cambridgeu, nekaj časa na Univerzi Harvard v Cambridgeu, Massachusetts v ZDA. Leta 1982 se je preselil na Univerzo Princeton. 
Obravnaval je nekatere težke probleme v teoriji števil: Birch-Swinnerton-Dyerjeva domnevo, osnovno domnevo Ivasavove teorije in Tanijama-Šimura-Weilova domnevo (izrek o modularnosti). 
Leta 1993 je s pomočjo eliptičnih krivulj in modularnih funkcij rešil 356 let star de Fermatov problem o rešljivosti diofantske enačbe:
{\displaystyle x^{n}+y^{n}=z^{n}\!\,}
v celih od nič različnih številih x, y, z pri naravnem n > 2. Conrad in drugi so razširili Wilesova dognanja in dokazali popolno Tanijama-Šimurino domnevo. Posebej so pokazali, da lahko vsako eliptično krivuljo:
{\displaystyle y^{2}=ax^{3}+bx^{2}+cx+d=c^{n}\!\,}
parametriziramo z modularno funkcijo (formo), kar pomeni, da obstajata takšni modularni funkciji f in g z y = f(z) in x = g(z), kjer ima eliptična krivulja obliko:
{\displaystyle (f(z))^{2}=a(g(z))^{3}+b(g(z))^{2}+c(g(z))x+d=c^{n}\!\,.}
Eliptična krivulja je tako projekcija modularne funkcije in zato racionalne točke na eliptični krivulji odgovarjajo racionalnim točkam na modularni krivulji. Wilesa je Fermatov problem navdušil že pri 10. letih, ko ga je videl prvič v neki knjigi. Navdušilo ga je delo Kennetha Alana Ribeta, ki je leta 1986 pokazal, da pravilnost Tanijama-Weilove domneve zagotavlja pravilnost Fermatovega velikega izreka. 
Med svojim samotnim in skrivnostnim sedemletnim delom na dokazu Fermatovega problema Wiles ni počel skoraj nič drugega. Svoje zamisli in napredek je sporočal edino Nicholasu Katzu, drugemu profesorju v Princetonu. Na tem področju so mu odstirali pot Gerhard Frey, Barry Mazur, Ribet, Karl Rubin, Jean-Pierre Serre in mnogi drugi. Maja 1993 je uspel dokazati poseben primer Tanijama-Weilove domneve, kar je bilo dovolj za dokaz Fermatovega izreka. Svoje rezultate je prvič objavil junija med vrsto predavanj v Cambridgeu na Inštitutu za matematične znanosti Isaaca Newtona z nedolžnim naslovom Modularne forme, eliptične krivulje in Galoisove reprezentacije (Modular Forms, Elliptic Curves, and Galois Representations). Ni vnaprej napovedal teme predavanj, vendar se je na tretjem predavanju razvedelo, in število poslušalcev je dokaj naraslo. Ko so posledice predavanj postale znane, je vzbudil veliko vznemirjenje. Kot pa se velikokrat zgodi z zapletenimi dokazi zelo težkih problemov so morali še zapolniti nekaj lukenj v njegovih dokazih s pomočjo Richarda Taylorja vse do leta 1995. Prva različica dokaza je bila odvisna od t. i. Eulerjevega sistema, problema, ki ga je pomagal rešiti Taylor, tako da se je končna različica razlikovala od izvirne.

## Priznanja

### Nagrade
Za dokaz Fermatovega problema je Wiles leta 1996 prejel Wolfovo nagrado za matematiko. Njegov članek Modularne eliptične krivulje in Fermatov veliki izrek (Modular Elliptic Curves and Fermat's Last Theorem) so objavili v Annals of Mathematics 141:3 (1995), 443–551 z dodatnim člankom Kolobarsko teoretične značilnosti nekaterih Heckejevih algeber (Ring-Theoretic Properties of Certain Hecke Algebras) v soavtorstvu s Taylorjem (Annals of Mathematics 141:3 (1995), 553–582). Leta 2016 je za isti dokaz prejel še Abelovo nagrado.
Leta 1998 je na Mednarodnem matematičnem kongresu v Berlinu prejel Nevanlinninovo nagrado skupaj s Petrom Shorom. 
Wiles je prejel še več matematičnih nagrad, leta 1995 Schockovo nagrado, leta 1996 kraljevo medaljo in Colovo nagrado, leta 1998 pa je prejel srebrno plaketo Mednarodne matematične zveze namesto Fieldsove medalje. Leta 2005 je prejl Shawovo nagrado.
Leta 2000 je bil povišan v viteza poveljnika reda britanskega imperija.
Leta 2017 je prejel Copleyjevo medaljo.

### Poimenovanja
Po njem se imenuje asteroid glavnega asteroidnega pasu 9999 Wiles.